# Gorybia invicta
Gorybia invicta är en skalbaggsart som beskrevs av Martins 1976. Gorybia invicta ingår i släktet Gorybia och familjen långhorningar. Inga underarter finns listade i Catalogue of Life.